# Anisodes geranium
Anisodes geranium là một loài bướm đêm trong họ Geometridae.